# Milan Hnilička
Milan Hnilička (* 25. června 1973 Litoměřice) je bývalý český hokejový brankář, sportovní manažer a politik. V letech 2017 až 2021 byl poslancem Poslanecké sněmovny PČR, kam kandidoval jako nestraník za hnutí ANO. Od srpna 2019 do května 2021 byl předsedou Národní sportovní agentury. V roce 2021 byl zvolen místopředsedou Českého olympijského výboru a v péči má mimo jiné školní projekt Olympijský víceboj. Od září 2022 je sportovním manažerem české hokejové reprezentace. Je ženatý, má dvě dcery a syna.

## Hokejová kariéra
Hnilička hrál od mladšího dorostu za Kladno, v jehož dresu nastoupil v sezóně 1989–1990 k prvnímu ligovému zápasu v pouhých 16 letech. V první polovině 90. let 20. století se snažil čtyřikrát proniknout do NHL, ale nikdy neuspěl v kempu New York Islanders.
Na přelomu let 2009 a 2010 odchytal za pražskou Slavii několik zápasů, jenže pak se rozhodl s vrcholovým hokejem skončit, neboť přijal nabídku stát se sportovním manažerem Mladé Boleslavi. V reprezentaci sehrál 106 utkání. Více mezistátních utkání mají z českých nebo československých brankářů na kontě pouze Jiří Holeček, Vladimír Dzurilla, Dominik Hašek a Petr Bříza.
Kromě práce manažera se věnoval i trénování, když se 17. listopadu 2011 v době odvolání Vladimíra Jeřábka na krátko stal asistentem dočasného kouče Mladé Boleslavi Vladimíra Hiadlovského. V prosinci 2011 se týmu ujal nový hlavní trenér Petr Novák a tak pozici asistenta opustil. V roce 2011/2012 BK Mladá Boleslav skončila po základní části ve skupině play out poslední, dokonce podlehla v baráži 3:4 týmu Chomutova a neudržela tak extraligovou příslušnost. Vedení klubu pak odvolalo trenéry i sportovního manažera a tak Milan Hnilička v Mladé Boleslavi ukončil svou činnost.
Od sezony 2012/2013 byl manažerem reprezentační sedmnáctky. V sezóně 2016/2017 byl u české hokejové reprezentace asistentem generálního manažera, v srpnu 2017 se stal generálním manažerem národního týmu, kterým byl do března 2018. V září 2022 se vrátil zpátky do české hokejové reprezentace na funkci sportovního manažera.

## Ocenění a úspěchy
- 1991 MEJ – Nejlepší brankář
- 1998 ČHL – Nejvyšší úspěšnost zákroků
- 1999 ČHL – Nejvyšší počet výher
- 2000 AHL – Nejnižší průměr
- 2000 AHL – Nejvyšší úspěšnost zákroků
- 2000 AHL – Harry „Hap“ Holmes Memorial Award
- 2000 AHL – Nejlepší brankář měsíce března 2000
- 2001 MS – All-Star Tým
- 2001 MS – Nejlepší brankář
- 2005 ČHL – Nejlepší brankář
- 2006 ČHL/SHL – Utkání hvězd české a slovenské extraligy
- 2006 ČHL – Nejnižší průměr inkasovaných branek
- 2006 ČHL – Nejvíce čistých kont
- 2006 ČHL – Nejvyšší počet výher
- 2007 ČHL – Nejnižší průměr inkasovaných branek
- 2007 ČHL – Nejvyšší úspěšnost zákroků
- 2007 ČHL – Nejvyšší počet výher

## Prvenství

### ČHL
- Debut – 1. října 1995 (Poldi Kladno proti HC Kometa BVV Brno)
- První inkasovaný gól – 1. října 1995 (Poldi Kladno proti HC Kometa BVV Brno, českým útočníkem Františkem Ševčíkem)
- První vychytaná nula – 17. října 1995 (HC Chemopetrol Litvínov proti Poldi Kladno)

### NHL
- Debut – 14. října 1999 (New York Rangers proti Pittsburgh Penguins)
- První inkasovaný gól – 14. října 1999 (New York Rangers proti Pittsburgh Penguins, českým útočníkem Jaromírem Jágrem)
- První vychytaná nula – 15. listopadu 2000 (Atlanta Thrashers proti Nashville Predators)

## Statistiky

### Základní části
| Sezona     | Tým                     | Liga       | Z   | V   | P   | R  | MIN    | OG  | ČK | POG  | %ChS |
| ---------- | ----------------------- | ---------- | --- | --- | --- | -- | ------ | --- | -- | ---- | ---- |
| 1988–89    | Poldi SONP Kladno       | ČSHL-18    | 34  | —   | —   | —  | —      | —   | —  | 2,51 | 92,1 |
| 1989–90    | Poldi SONP Kladno       | ČSHL       | 24  | —   | —   | —  | 1113   | 70  | —  | 3,77 | —    |
| 1990–91    | Poldi SONP Kladno       | ČSHL       | 40  | —   | —   | —  | 2122   | 98  | —  | 2,80 | 90,2 |
| 1991–92    | Poldi SONP Kladno       | ČSHL       | 38  | —   | —   | —  | 2066   | 128 | —  | 3,73 | —    |
| 1992–93    | Swift Current Broncos   | WHL        | 65  | 46  | 12  | 2  | 3679   | 206 | 2  | 3,36 | 89,6 |
| 1993–94    | Richmond Renegades      | ECHL       | 43  | 18  | 16  | 5  | 2299   | 155 | 4  | 4,05 | 88,3 |
| 1993–94    | Salt Lake Golden Eagles | IHL        | 8   | 5   | 1   | 0  | 378    | 25  | 0  | 3,97 | 89,2 |
| 1994–95    | Denver Grizzlies        | IHL        | 15  | 9   | 4   | 1  | 798    | 47  | 1  | 3,53 | 89,0 |
| 1995–96    | Poldi Kladno            | ČHL        | 33  | 16  | 12  | 5  | 1895   | 151 | 1  | 4,78 | 86,8 |
| 1996–97    | Poldi Kladno            | ČHL        | 48  | 20  | 17  | 11 | 2741   | 120 | 4  | 2,63 | 92,8 |
| 1997–98    | HC Sparta Praha         | ČHL        | 49  | 25  | 14  | 10 | 2498   | 90  | 6  | 2,16 | 94,3 |
| 1998–99    | HC Sparta Praha         | ČHL        | 50  | 27  | 15  | 8  | 2876   | 109 | 4  | 2,27 | 92,5 |
| 1999–00    | New York Rangers        | NHL        | 2   | 0   | 1   | 0  | 86     | 5   | 0  | 3,49 | 88,6 |
| 1999–00    | Hartford Wolf Pack      | AHL        | 36  | 22  | 11  | 0  | 1979   | 71  | 5  | 2,15 | 92,8 |
| 2000–01    | Atlanta Thrashers       | NHL        | 36  | 12  | 19  | 2  | 1879   | 105 | 2  | 3,35 | 89,0 |
| 2001–02    | Atlanta Thrashers       | NHL        | 60  | 13  | 33  | 10 | 3367   | 179 | 3  | 3,19 | 90,8 |
| 2002–03    | Atlanta Thrashers       | NHL        | 21  | 4   | 13  | 1  | 1097   | 65  | 0  | 3,56 | 89,3 |
| 2002–03    | Chicago Wolves          | AHL        | 15  | 11  | 2   | 1  | 838    | 33  | 1  | 2,36 | 92,2 |
| 2003–04    | Los Angeles Kings       | NHL        | 2   | 0   | 1   | 0  | 80     | 5   | 0  | 3,76 | 88,1 |
| 2003–04    | Manchester Monarchs     | AHL        | 20  | 8   | 10  | 0  | 1022   | 44  | 1  | 2,58 | 90,8 |
| 2004–05    | Bílí Tygři Liberec      | ČHL        | 46  | 28  | 16  | 2  | 2740   | 106 | 5  | 2,32 | 92,8 |
| 2005–06    | Bílí Tygři Liberec      | ČHL        | 45  | 29  | 11  | 5  | 2644   | 75  | 6  | 1,70 | 94,0 |
| 2006–07    | Bílí Tygři Liberec      | ČHL        | 40  | 28  | 12  | —  | 2370   | 73  | 4  | 1,85 | 94,3 |
| 2007–08    | Bílí Tygři Liberec      | ČHL        | 15  | 11  | 4   | —  | 890    | 30  | 2  | 2,02 | 93,7 |
| 2007–08    | Salavat Julajev Ufa     | RSL        | 9   | —   | —   | —  | 560    | 18  | 1  | 1,93 | 91,8 |
| 2008–09    | Bílí Tygři Liberec      | ČHL        | 22  | 9   | 13  | —  | 1243   | 66  | 0  | 3,19 | 91,0 |
| 2009–10    | HC Slavia Praha         | ČHL        | 3   | 0   | 3   | —  | 178    | 13  | 0  | 4,38 | 83,3 |
| ČHL celkem | ČHL celkem              | ČHL celkem | 351 | 193 | 117 | 41 | 20 075 | 833 | 32 | 2,49 | 92,5 |
| NHL celkem | NHL celkem              | NHL celkem | 121 | 29  | 67  | 13 | 6509   | 359 | 5  | 3,31 | 90,0 |

### Play-off
| Sezona     | Tým                   | Liga       | Z  | V  | P  | MIN  | OG  | ČK | POG  | %ChS |
| ---------- | --------------------- | ---------- | -- | -- | -- | ---- | --- | -- | ---- | ---- |
| 1992–93    | Swift Current Broncos | WHL        | 17 | 12 | 5  | 1017 | 54  | 2  | 3,19 | 91,1 |
| 1992–93    | Swift Current Broncos | M-Cup      | 4  | —  | —  | —    | —   | —  | 4,72 | —    |
| 1995–96    | Poldi Kladno          | ČHL        | 8  | 3  | 5  | 492  | 24  | 0  | 2,93 | 91,6 |
| 1996–97    | Poldi Kladno          | ČHL        | 3  | 0  | 3  | 150  | 14  | 0  | 5,60 | 86,3 |
| 1997–98    | HC Sparta Praha       | ČHL        | 11 | 5  | 6  | 631  | 33  | 0  | 3,14 | 91,2 |
| 1998–99    | Sparta Praha          | ČHL        | 8  | 5  | 3  | 501  | 12  | 2  | 1,44 | 96,0 |
| 1999–00    | Hartford Wolf Pack    | AHL        | 3  | 0  | 1  | 99   | 6   | 0  | 3,64 | 85,4 |
| 2003–04    | Manchester Monarchs   | AHL        | 2  | 0  | 2  | 127  | 5   | 0  | 2,37 | 91,4 |
| 2004–05    | Bílí Tygři Liberec    | ČHL        | 12 | 5  | 7  | 702  | 32  | 0  | 2,74 | 92,7 |
| 2005–06    | Bílí Tygři Liberec    | ČHL        | 4  | 1  | 3  | 158  | 10  | 0  | 3,80 | 86,1 |
| 2006–07    | Bílí Tygři Liberec    | ČHL        | 12 | 5  | 7  | 716  | 34  | 0  | 2,85 | 91,6 |
| 2007–08    | Salavat Julajev Ufa   | RSL        | 1  | 1  | —  | —    | 59  | 0  | 3,02 | 88,5 |
| Celkem ČHL | Celkem ČHL            | Celkem ČHL | 58 | 24 | 34 | 3350 | 159 | 2  | 2,85 | 91,9 |

### Reprezentace
| Rok                       | Tým                       | Soutěž                    | Z  | V | P | R | MIN  | OG | ČK | POG  | %ChS  |
| ------------------------- | ------------------------- | ------------------------- | -- | - | - | - | ---- | -- | -- | ---- | ----- |
| 1990                      | Československo 18         | MEJ                       | 4  |   |   |   |      |    |    | 2,78 | 86,4  |
| 1991                      | Československo 20         | MSJ                       | 5  | 4 | 1 | 0 | 269  | 14 | 1  | 3,12 |       |
| 1991                      | Československo 18         | MEJ                       |    |   |   |   |      |    |    |      |       |
| 1991                      | Československo            | MS                        | 0  | — | — | — | —    | —  | —  | —    | —     |
| 1991                      | Československo            | KP                        | 0  | — | — | — | —    | —  | —  | —    | —     |
| 1992                      | Československo 20         | MSJ                       | 6  |   |   |   | 329  | 20 | 0  | 3,65 | 85,3  |
| 1992                      | Československo            | MS                        | 0  | — | — | — | —    | —  | —  | —    | —     |
| 1997                      | Česko                     | MS                        | 1  | 1 | 0 | 0 | 60   | 3  | 0  | 3,00 | 88,5  |
| 1998                      | Česko                     | OH                        | 0  | — | — | — | —    | —  | —  | —    | —     |
| 1998                      | Česko                     | MS                        | 8  | 4 | 1 | 2 | 430  | 10 | 2  | 1,39 | 94,0  |
| 1999                      | Česko                     | MS                        | 9  |   |   |   | 429  | 16 | 1  | 2,24 | 91,1  |
| 2001                      | Česko                     | MS                        | 9  | 8 | 0 | 1 | 541  | 13 | 1  | 1,44 | 95,2  |
| 2002                      | Česko                     | MS                        | 5  | 4 | 1 | 0 | 299  | 9  | 1  | 1,81 | 91,7  |
| 2005                      | Česko                     | MS                        | 1  | 1 | 0 | 0 | 60   | 0  | 1  | 0,00 | 100,0 |
| 2006                      | Česko                     | OH                        | 3  | 1 | 1 | 0 | 128  | 6  | 0  | 2,82 | 87,8  |
| 2006                      | Česko                     | MS                        | 9  | 5 | 2 | 2 | 548  | 24 | 0  | 2,63 | 89,3  |
| 2008                      | Česko                     | MS                        | 6  | 3 | 3 | — | 371  | 16 | 1  | 2,59 | 87,8  |
| Seniorská kariéra celkově | Seniorská kariéra celkově | Seniorská kariéra celkově | 57 | — | — | — | 2866 | 97 | 7  | 2,03 | —     |

## Politická angažovanost
Ve volbách do Poslanecké sněmovny PČR v roce 2017 byl z pozice nestraníka dvojkou na kandidátce hnutí ANO ve Středočeském kraji. Získal 8 188 preferenčních hlasů a stal se tak poslancem. Na konci ledna 2018 byl jmenován vládním zmocněncem pro sport, funkce se ujal v březnu 2018. Když vznikla 1. srpna 2019 Národní sportovní agentura, byl jmenován jejím prvním předsedou.
V lednu 2021 po kritice, že svou účastí na oslavě v teplickém hotelu porušil vládní protiepidemická opatření, oznámil, že rezignuje na poslanecký mandát. Ten složil dne 26. ledna 2021, ve Sněmovně jej vystřídal stranický kolega Miroslav Samaš. Dne 17. května 2021 rezignoval i na post předsedy Národní sportovní agentury. Mezi důvody k tomuto rozhodnutí uvedl zejména značné pracovní vytížení a dopady na rodinný život. Nešlo podle něj o náhlé rozhodnutí a odmítl rovněž, že by jeho konec souvisel s výsledky auditu v agentuře. Jeho nástupcem se ještě ve stejný den stal Filip Neusser.